# Sarah Bonnici
Sarah Bonnici (AFI: [ˈsɐrɐ bɔˈnːiːt͡ʃɪ]; Xagħra, 30 maggio 1998) è una cantante maltese.
Ha rappresentato Malta all'Eurovision Song Contest 2024 con il brano Loop.

## Biografia
Nata sull'isola di Gozo, è cresciuta nel villaggio di Xeuchia. È figlia dell'imprenditore maltese Marcel Bonnici, amministratore delegato della Torre Mercury e del Ħamrun Spartans Football Club. Possiede inoltre un master's degree, corrispondente alla laurea magistrale italiana, in contabilità. Ha iniziato a prendere lezioni di canto sin da giovane, avendo come insegnante Miriam Christine, rappresentante maltese all'Eurovision Song Contest 1996.
Nel 2009 ha partecipato al Malta Junior Eurovision Song Contest, processo di selezione nazionale per il Junior Eurovision Song Contest, dove ha presentato il brano The Mambo Song, classificandosi terza. L'anno successivo ha riprovato a rappresentare nuovamente il paese con il brano Kitty Kitty Cat, questa volta conquistando un settimo posto; questa apparizione le ha dato comunque l'opportunità di unirsi, come ballerina, alla rappresentante maltese Nicole Azzopardi al Junior Eurovision Song Contest 2010.
Negli anni successivi Bonnici ha preso parte ai principali concorsi musicali internazionali tra cui il Trixie Festival, il Carpathians Star Festival, il Star to Born Festival e il Ti Amo Festival, ove ha conquistato il primo premio per la categoria "Canzone originale" con l'inedito Vivrà ancora. Nel 2012 ha vinto la categoria "Nuovi talenti" del Festival Kanzunetta Indipendenza, il principale festival musicale maltese, mentre nel 2018 ha vinto il primo premio nella categoria principale. L'anno successivo ha preso parte alla prima edizione di X Factor Malta.
Nel dicembre 2021 è stata confermati fra i 22 partecipanti al Malta Eurovision Song Contest 2022, festival utilizzato per selezionare il rappresentante maltese all'annuale Eurovision Song Contest. Il suo brano per la competizione, Heaven, è stato presentato insieme a tutti gli altri il mese seguente. Dopo essersi qualificata dalla semifinale, si è esibita nella finale classificandosi dodicesima. Due anni dopo prende di nuovo parte alla manifestazione musicale maltese con l'inedito Loop, dove il voto combinato di giuria e televoto l'ha scelta come vincitrice fra le 12 proposte rimanenti e rappresentante nazionale all'Eurovision Song Contest 2024 a Malmö. La cantante ha fallito l'approdo alla finale, fermandosi all'ultimo posto della seconda semifinale.

## Discografia

### Singoli
- 2009 – The Mambo Song
- 2010 – Kitty Kitty Cat
- 2015 – Bandwagon
- 2017 – Breathe Your Love
- 2018 – Il-pinna
- 2022 – Heaven
- 2023 – Never Ever
- 2024 – Loop
- 2024 – Lose
- 2024 – Love You like That